# Dansk Landsforening for Hals- og Mundhuleopererede
Dansk Landsforening for Hals- og Mundhuleopererede (før 2014 navngivet Dansk Landsforening for Laryngectomerede) er en forening for strubeløse.
Dlfl blev stiftet den 22. august 1965, blandt andet med støtte fra Odd Fellow logen.
Optagelsesreglerne er med tiden ændret, så alle personer med funktionsnedsættelse efter operation eller stråleterapi i mund- og halsområdet kan optages som medlemmer.
Foreningen tæller cirka 700 medlemmer.